# BMW Club Deutschland

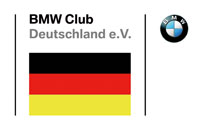
Logo des BMW Club Deutschland e. V.

Der BMW Club Deutschland e. V. (Kurzform BCD) vereint als nationale Dachorganisation von BMW anerkannte BMW Auto- und Motorrad Clubs in Deutschland.

## Vereinszweck
Der Zweck des Vereins geht aus der Satzung hervor und ist die Pflege des Motorsports, für diesen Sport zu begeistern und in technischen, juristischen, touristischen und kraftfahrzeugwirtschaftlichen Fragen zu beraten und Erfahrungen auszutauschen, ebenso wie die Unterweisung und der Austausch allgemeiner und besonderer Fragen zur Kraftfahrzeugsicherheit. Der Verein ist selbstlos tätig und verfolgt nicht in erster Linie eigenwirtschaftliche Zwecke. Der Verein ist Mitglied des BMW Club Europa e. V. mit Eintragung im Vereinsregister München. 

## Geschichte
Der Club wurde am 15. März 1997 in Alsfeld (Hessen) gegründet. Bis dato kannte man nur die internationalen Clubverbände weltweit, sowie den BMW Clubs Europa, welcher diverse BMW Länderclubs vereinigte. Die zahlreichen Clubs in Deutschland waren zwar unter der „Vereinigung der BMW Clubs in Deutschland“ zusammengefasst, diese war aber kein Verein und hatte weder Satzung noch Vorstand.
Initiator der Gründung war die damalige 1. Vorsitzende des BMW Motorradclub Hagen, Margit Blum, welche auch für die ersten drei Jahre das Amt der 1. Vorsitzenden im BMW Club Deutschland übernahm.
Zu Beginn bestand der Vorstand aus drei Personen – dem 1., 2. und 3. Vorsitzenden. Ab 1999 wurde der Vorstand zwecks besserer Aufgabenverteilung auf fünf Personen erweitert. Im Jahr 2000 wurde die Aufgabenbereiche in Form neuer Amtsbezeichnungen auch den einzelnen Vorstandsmitgliedern zugeteilt; seitdem besteht der Vorstand aus dem Präsidenten (vormals 1. Vorsitzenden) und den Vizepräsidenten Automobile, Motorrad, Finanzen und PR/besondere Aufgaben. Zum Zeitpunkt der Gründung schlossen sich 63 Regionalclubs dem BCD an. Im Laufe der Jahre nahm die Anzahl der Mitgliedsclubs stets zu, sodass der BCD aktuell über 120 Mitgliedsclubs (Auto-, Motorrad- und gemischte Clubs) zählt.
Im Jahr 2000 wurde zu den Clubmitgliedschaften auch die Möglichkeit eingeführt, als Einzelmitglied Teil des BMW Club Deutschland zu werden. 2003 organisierte der Vorstand des BMW Club Deutschland e. V. ein eigenes BMW-Treffen im „Heimatort“ Alsfeld. 2005 wurde ein periodisches Wahlsystem des Vorstands eingeführt. Von nun werden in den ungeraden Jahren die Vizepräsidenten Motorrad und Finanzen gewählt, in den geraden Jahren die Vizepräsidenten PR und Automobile, sowie der Präsident. In diversen BMW-Niederlassungen oder in Clubheimen der Regionalclubs werden seit 2009 für Mitgliedsclubs Workshops angeboten, in denen es hauptsächlich um Vereinsrechte, Planung von Veranstaltungen, Clubstrukturen und weitere Hilfestellungen für das Clubleben geht. Im Mai 2002 ging die erste BCD-Website online, Start der Facebook-Fanseite war im Jahr 2011.

## Clubstruktur
In der Clubstruktur übernimmt der BMW Club Deutschland e. V. die Aufgabe des Bindegliedes zwischen den regionalen Clubs in Deutschland und dem Dachverband der europäischen Clubs, dem BMW Club Europa e. V.
Das International Council of BMW Clubs vereint alle offiziell von der BMW Group anerkannten Clubs. Darunter rangieren die kontinentalen Dachverbände; für Deutschland der BMW Club Europa e. V. als der Dachverband. Neben dem BMW Club Deutschland e. V. gibt es in fast jedem europäischen Land einen offiziellen BMW-Landes-Club.